# Basilique-cathédrale de l'Immaculée-Conception de Durango
Cette  cathédrale et basilique n’est pas la seule cathédrale de l'Immaculée-Conception ni la seule basilique de l'Immaculée-Conception.
La basilique-cathédrale de l’Immaculée-Conception est l’église principale de l’archidiocèse métropolitain de Durango. Elle est située dans le centre historique de la ville de Victoria de Durango au Mexique, et donne sur la Plaza de Armas. C’est un édifice emblématique de l’État de Durango. Elle est située à l’emplacement d’une ancienne église de l’Ascension.

## Histoire
Avant l’édifice actuel, il y avait là une église paroissiale de l’Ascension. En 1620, elle a été choisie comme cathédrale du nouveau diocèse de Durango, érigé par une bulle papale de Paul V. Mais peu de temps après, elle est détruite par un incendie. En 1635 on commence à édifier une nouvelle cathédrale, mais elle est affectée par un excès d’humidité[précision nécessaire] et doit être détruite à son tour.
La construction de l’église actuelle commence vers 1695. Elle est l’œuvre de l’architecte Mateo Nuñez. Elle est partiellement complétée en 1713, mais n’est terminée de façon formelle qu’en 1844, avec la finalisation du décor intérieur et des autels.

## Le bâtiment
Il est constitué de cinq nefs : la principale au centre, deux latérales et deux chapelles. Au dessus du centre de la cathédrale s’élève le dôme principal.

### La façade principale

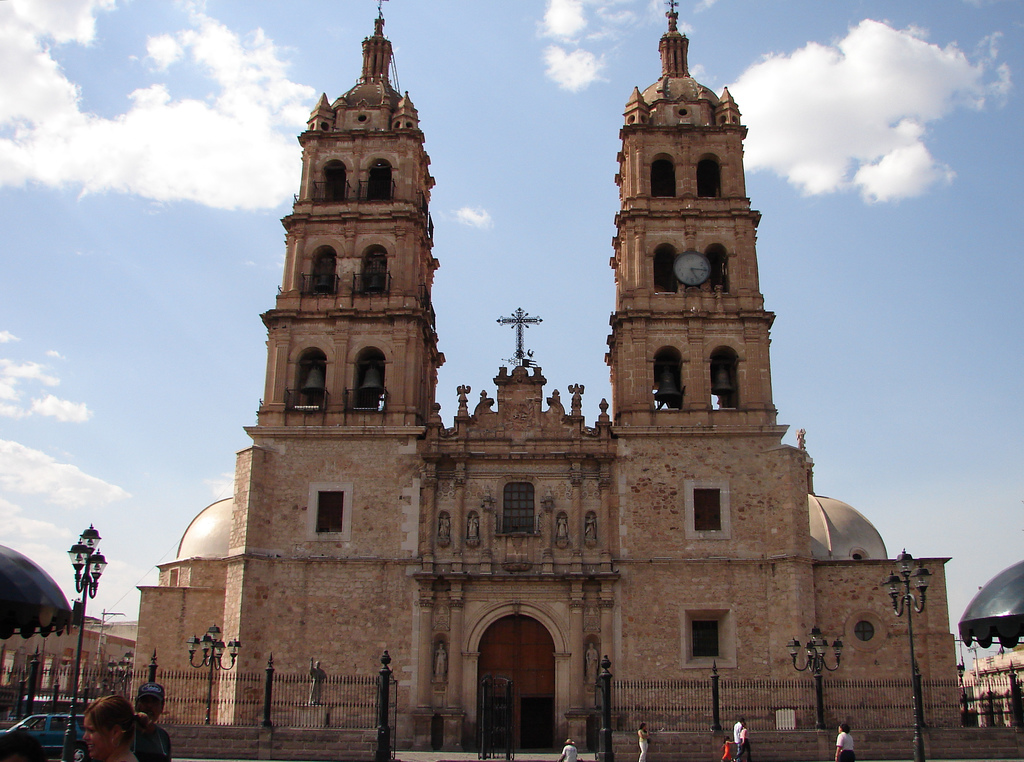
Vue de la cathédrale de Durango avant sa restauration de 2015.

De style baroque sobre avec deux corps et un fronton, avec des colonnes corinthiennes cannelées dans le premier corps et auréolées au deuxième. Le premier compte trois niveaux, celles qui ils sont entre des colonnes hébergent en des niches les images des saints Pierre et Paul. L'arche de l'entrée principale est semi-circulaire. Le deuxième corps a des colonnes salomoniques décorées, six au total, les deux centrales et séparées par la fenêtre du cœur, se voient interrompues par les quatre niveaux restants en ses niches contenant des images de saints. La couverture a un monogramme de la Vierge Marie ; il est couronné par une croix de fer forgé.

### Les façades latérales
Deux en total. De deux corps et trois niveaux, avec des colonnes salomoniques et ornées de motifs végétaux.

### L'intérieur
Il présente un décor qui évoque des motifs byzantins dans les décors et les fresques, ainsi que dans le dôme. Ce décor fut appliqué aux débuts du XXe siècle.
L'autel majeur montre la forme d'un cyprès de style néoclassique, lequel abrite l'image de l’Immaculée Conception, capitonnée et polychrome du XVIIIe siècle.

#### La stalle du chœur
Placé dans l'abside du temple, derrière le cyprès, se trouve le chœur, sculpté en bois d'acajou, capitonné et polychrome. Il date du XVIIIe siècle. Il a 25 grandes chaises hautes et 18 basses. Au centre se trouve le lutrin.

### Parvis
Une statue du pape Jean-Paul II se dresse sur le parvis à gauche de l'entrée principale. Elle fut levée en commémoration de la visite du pape le 9 mai 1990.